# Annie Nightingale
Annie Nightingale (Osterley, 1 de abril de 1940-Londres, 11 de enero de 2024) fue una locutora y música británica.

## Biografía
Estudió en la Universidad de Westminster.
Fue la primera presentadora de BBC Radio 1 en 1970 y la primera presentadora de The Old Grey Whistle Test de BBC Televisión, donde permaneció durante once años. Contrajo matrimonio con Gordon Thomas y luego con Binky Baker, fue madre de dos hijos: Alex Nightingale y Lucy Wilkes.
Falleció el 11 de enero de 2024 a los 83 años, en Londres.

## Programas
- 2014, The Life of Rock with Brian Per
- 1982, Late Night in Concert
- 1979, Regreso a medianoche
- Annie Nightingale Nightingale
- The Old Grey Whistle Test.

## Premios
- 1998,  Premio a la Trayectoria de la Mujer del Año der britischen Musikindustrie.
- 2002,  Miembro del Imperio Británico
- 2004,  Salón de la Fama de la Academia de Radio Británica
- 2020,  Comandante del Imperio Británico